# Hyperolius minutissimus
Hyperolius minutissimus là một loài ếch thuộc họ Hyperoliidae.
Đây là loài đặc hữu của Tanzania.
Môi trường sống tự nhiên của chúng là đồng cỏ nhiệt đới hoặc cận nhiệt đới vùng đất cao, đầm nước, và đầm nước ngọt có nước theo mùa.
Chúng hiện đang bị đe dọa vì mất môi trường sống.